# کمیسیون نظامی مرکزی حزب کارگران کره
کمیسیون نظامی مرکزی حزب کارگران کره (به هانگول: 조선로동당 중앙군사위원회) ارگانی از کمیته مرکزی حزب کارگران کره است که مسئول هماهنگی سازمان‌‎های حزب در ارتش خلق کره می‌باشد.
یکی از وظایف اصلی کمیسیون نظامی مرکزی صدور مجوز برای هزینه‌های دفاعی، مهمات، سفارشات محصول و تعیین چگونگی تخصیص و توزیع منابع طبیعی و محصولات از واحدهای تولیدی تحت کنترل ارتش در داخل کشور و فروش در خارج از کشور است. طبق اساسنامه حزب کارگران کره، کمیسیون نظامی مرکزی فعالیت‌های حزب کارگران کره را در ارتش خلق کره هدایت می‌کند و توسط دبیرکل حزب کارگران کره رهبری می‌شود. کمیسیون نظامی مرکزی برای انجام وظایف خود به پلیتبوروی عمومی ارتش خلق کره، اداره نظامی حزب کارگران کره و اداره ماشین‌سازی حزب کارگران کره متکی است. همچنین کمیسیون نظامی مرکزی از اداره امور نظامی حزب کارگران کره برای انتقال راهنمایی و تلقین به واحدهای آموزشی نظامی ذخیره کره شمالی استفاده می‌کند.

## پیشینه
کمیسیون نظامی مرکزی حزب کارگران کره در پنجمین نشست عمومی چهارمین کمیته مرکزی حزب کارگران کره که از ۱۰ تا ۱۴ دسامبر ۱۹۶۲ برگزار شد، تأسیس شد. در زمان تأسیس، کمیته‌ای زیرمجموعه کمیته مرکزی حزب کارگران کره با نام کامل کمیته نظامی کمیته مرکزی حزب کارگران کره بود.
این کمیته در ششمین نشست عمومی ششمین کمیته مرکزی حزب کارگران کره که از ۲۹ تا ۳۱ اوت ۱۹۸۲ برگزار شد، به‌شکل کنونی سازماندهی شد. اعتقاد بر این است که اصلاحیه‌ای در اساسنامه حزب کارگران کره در سال ۱۹۸۲ باعث شد که کمیسیون نظامی مرکزی با کمیته مرکزی برابری کند و این امکان را فراهم کند تا رهبر حزب کارگران کره را انتخاب کند. آخرین فهرست عمومی کمیسیون نظامی مرکزی در بیست‌و‌یکمین نشست عمومی ششمین کمیته مرکزی در دسامبر ۱۹۹۳  بود. تا کنفرانس سوم، هفت نفر از نوزده عضو آن در سال ۱۹۹۳ باقی ماندند. دوازده نفر دیگر یا درگذشتند یا بازنشسته شده یا پاکسازی شده بودند. کمیسیون نظامی مرکزی در سومین کنفرانس احیا شد و کیم جونگ اون و ری یونگ هو به عنوان معاونان انتخاب شدند. به جز عضویت در کمیته مرکزی، این تنها عنوان کیم جونگ اون در این زمان بود. از بسیاری جهات، کمیسیون نظامی مرکزی او را قادر ساخت تا یک شبکه حمایتی را توسعه دهد. اعضای جدید عبارتند از: معاون مارشال کیم یونگ چون؛ وزیر نیروهای مسلح خلق، ژنرال کیم میونگ روک؛ رئیس دفتر عملیات ستاد کل، ژنرال ری پیونگ چول؛ فرمانده نیروی هوایی خلق کره، دریاسالار جونگ میونگ دو؛ فرمانده نیروی دریایی خلق کره، سپهبد کیم یونگ چول، سرهنگ ژنرال چو کیونگ سونگ سران نیروهای ویژه ارتش خلق کره، ژنرال چوئه پو ایل و سرهنگ ژنرال چوئه سانگ ریو؛ عضو ستاد کل ارتش خلق کره. غیر نظامیانی مانند جانگ سونگ تاک رئیس بخش اداری نیز در این کمیسیون کرسی داشتند. در کنفرانس چهارم، چو ریونگ هائه به‌عنوان معاون رئیس کمیسیون نظامی منصوب شد. معاون مارشال هیون چول‌ ها، ژنرال ری میونگ سو و کیم راک گیوم به عضویت این کمیسیون انتخاب شدند.